# Pilar de 8 sense manilles
El pilar de 8 sense manilles, pilar de 8 amb folre o simplement Pd8sm, és un castell de gamma extra de 8 pisos d'alçada amb un component per pis, mai realitzat, assajat ni intentat. La dificultat extraordinària del castell rau en la gran capacitat tècnica necessària dels components del pilar. Si el pilar de vuit amb folre i manilles ja és un castell de molta dificultat, quan se li treuen les manilles ho és encara més.
L’altre pilar mai realitzat ni assolit és el Pilar de 7 sense folre, assolit a la dècada del 1850, a la primera època d'or dels castells, caracteritzats ambdós per una gran dificultat de realització.